# ジョアンナ (小惑星)
ジョアンナ (127 Johanna) は、小惑星帯に位置する比較的大きな小惑星の一つ。表面は暗く、炭素質でできていると考えられている。1872年11月5日にフランスの天文学者、プロスペール＝マティユー・アンリによってパリで発見された。ジャンヌ・ダルクにちなんで命名されたと信じられている。
2008年4月に大阪府で掩蔽が観測された。